# Katastrofa lotu Japan Airlines 350
Katastrofa lotu Japan Airlines 350 – katastrofa lotnicza, która wydarzyła się 9 lutego 1982 roku. Samolot DC-8 linii Japan Airlines lecący z Fukuoki do Tokio rozbił się w Zatoce Tokijskiej podczas lądowania na lotnisku Haneda. W wypadku zginęły 24 osoby.

## Przebieg wypadku
Samolotem, który uległ wypadkowi był wyprodukowany w 1967 roku Douglas DC-8-61 należący do japońskich linii lotniczych Japan Airlines, posiadający numery rejestracyjne JA8061. W dniu wypadku miał wylatane 36 955 godzin. Załoga lotu 350 składała się z trzech pilotów - 35-letni kapitan Seiji Katagiri, 33-letni pierwszy oficer Yoshifumi Ishikawa oraz 48-letni inżynier pokładowy Yoshimi Ozaki. Samolot wykonywał regularny krajowy rejs na trasie Fukuoka-Tokio. Podczas podejścia do lądowania w porcie lotniczym Haneda w Tokio, kapitan Katagiri uruchomił odwracacze ciągu, po czym wyłączył autopilota, ustawił dźwignie ciągu silników na ciąg jałowy i pchnął sterownicę w kierunku ziemi. Pozostali piloci próbowali przejąć kontrolę i powstrzymać kapitana, jednak pomimo ich starań, samolot znajdował się już zbyt nisko i rozbił się w płytkiej wodzie Zatoki Tokijskiej, 510 metrów od progu pasa startowego 33R. Po uderzeniu część dziobowa i prawe skrzydło oderwały się od reszty kadłuba. W wypadku zginęły 24 osoby spośród 174 znajdujących się na pokładzie.

## Przyczyny
Tuż po wypadku kapitan Katagiri jako jeden z pierwszych wsiadł do łodzi ratunkowej, po czym powiedział ratownikom, że jest pracownikiem biurowym w celu uniknięcia jego rozpoznania jako kapitana samolotu. W trakcie dochodzenia wyszło na jaw, iż u kapitana stwierdzono objawy schizofrenii paranoidalnej jeszcze przed wypadkiem. Z tego powodu sąd nie skazał go wyrokiem ze względu na niepoczytalność.